# 清华大学外国语言文学系

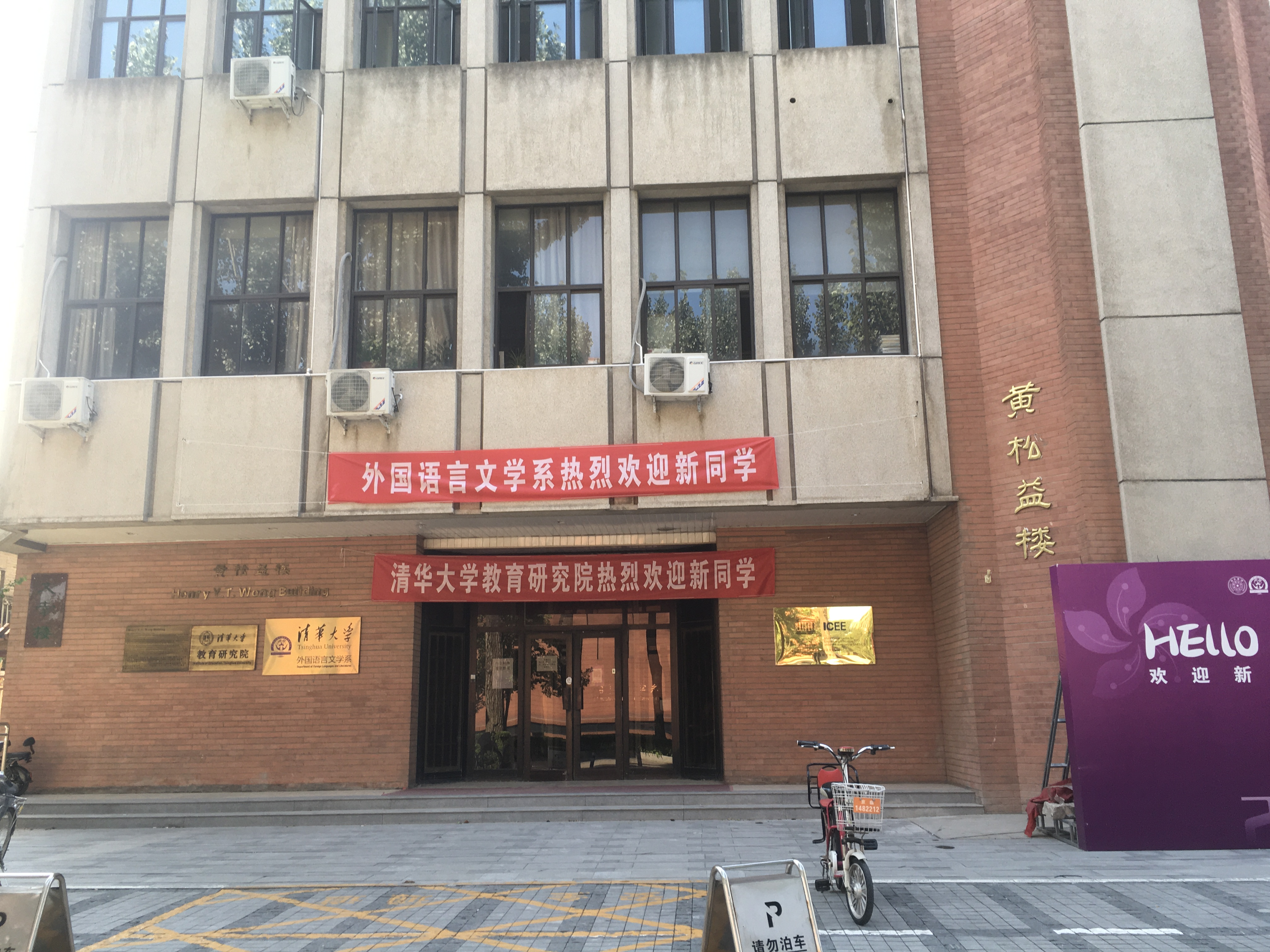
外文系系館 文南樓

清华大学外国语言文学系，简称外文系/DFLL，是清华大学直属的一个系，始建于1926年。曾隶属于清华大学人文学院，后恢复为直属院系。

## 历史
- 1926年，成立西洋文学系，后改名外国语言文学系。
- 1952年，院系调整，调出并入北京大学、北京外国语学院、中国社会科学院外国文学研究所。
- 1965年，招收英语专业本科生。
- 1970年，招收日语专业本科生。
- 1975年，招收德语专业本科生。
- 1986年，清华外语系复建。
- 2010年9月28日，经校务会议讨论，决定将外国语言系更名为外国语言文学系，简称外文系，英文名称Department of Foreign Languages and Literatures，英文缩写DFLL。（清校发〔2010〕55号）

## 历任系主任
- 王文显（1926年-1936年）（1926年和1932年王文显休假，由吴宓代理）[2]
- 陈福田（1937年1月-1937年8月）[2]
- 叶公超（1937年8月-1940年10月）（西南联合大学外国语言文学系系主任）（叶公超离校后先由柳无忌暂代）[2]
- 陈福田（1941年-1946年）（西南联合大学外国语言文学系系主任）[2]
- 陈福田（1946年-1948年）[2]
- 赵诏熊（1949年8月-1950年4月）[2]
- 吴达元（1950年4月-1952年8月）[2]
- 外国语言文学系于1952年8月被并入北京大学，留下部分教师组成俄文教研组，1964年俄文教研组更名为外语教研组。1983年7月恢复设立外国语言文学系。[2]
- 李相崇（1983年7月-1985年7月）[2]
- 杨庆午（1985年7月-1986年7月）[2]
- 吴古华（1986年7月-1993年4月）[2]
- 程慕胜（1993年4月-1999年）[2]
- 罗立胜（1999年1月-2008年）
- 刘世生（2008年至今）

## 人物
- 教师：吴宓、瑞恰兹
- 学生：钱锺书、曹禺、李健吾、张骏祥、季羡林、荣高棠、查良铮（穆旦）、王佐良、许国璋、李赋宁、英若诚、徐继曾、赵萝蕤、田德望、曹葆华、许渊冲、宗璞、资中筠、胡壮麟、文洁若、马清槐